# Ludwig Heinrich von Jakob
Ludwig Heinrich Jakob, auch Jacob, ab 1816: von Jakob (* 26. Februar 1759 in Wettin; † 22. Juli 1827 in Lauchstädt) war ein Staatswissenschaftler, Philosoph, Ökonom, Schriftsteller und korrespondierendes Mitglied der russischen Akademie der Wissenschaften (1810).

## Leben
Jakob besuchte ab 1773 das Gymnasium in Halle und studierte ab 1777 Theologie, Philosophie und Philologie an der dortigen Universität. Im Jahre 1781 erhielt er eine Anstellung als Gymnasiallehrer in Halle. Nach der 1785 erfolgten Promotion und Habilitation wurde Jakob 1787 Professor für Philosophie an der Universität Halle, 1807 Professor für politische Ökonomie und Staatskunst an der Universität Charkow.
Eine rege literarische Tätigkeit und die intensive Beschäftigung mit der klassischen wie zeitgenössischen philosophischen und philologischen Literatur führten zu einer raschen akademischen Karriere. Sowohl Jakobs Lehrtätigkeit in Logik, Metaphysik, Moral, Naturrecht, Geschichte der Philosophie als auch seine wissenschaftlichen Arbeiten – er schrieb Lehrbücher, beteiligte sich erfolgreich an der Beantwortung von Preisfragen, errang größeren Erfolg mit dem Buch Die allgemeine Religion (1797), betätigte sich als kommentierender Übersetzer englischer und französischer Literatur, darunter Schriften David Humes, Jean-Baptiste Says, Henry Thorntons und James Mills, und als Herausgeber mehrerer Periodika – standen im Zeichen kantischer Ideen. In seiner Zeit in Halle verkündete er die neue Philosophie Immanuel Kants und verwarf die bestehenden metaphysischen Lehrbücher: In einem Brief von 1787 bat er Kant um eine Skizze wie ein echtes Lehrbuch der Metaphysik auszusehen habe, an der sich sein im folgenden Jahr publiziertes Werk orientierte. Nach Giovanni B. Sala war es „das erste Kompendium der Logik und Metaphysik auf Kantischer Grundlage überhaupt“. Er verbreitete außerdem als einer der Ersten die Ideen von Adam Smith in Deutschland.
1809 übersiedelte Jakob nach Petersburg. Er hatte mit einer Schrift über die russische Papiergeldinflation („Ueber Rußlands Papiergeld und die Mittel dasselbe bey einem unveränderlichen Werthe zu erhalten“) das Interesse des Zaren geweckt. Er wurde damit beauftragt einen Verbesserungsvorschlag für das russische Münzwesen zu erstellen. Ferner wurde er in die Gesetzgebungskommission berufen, um den Entwurf für ein „Criminalgesetzbuch für das russische Reich“ zu verfassen. Ab 1811 arbeitete er als Staatsrat mit Gehalt im Kollegienrat des Finanzministerium. Die Umsetzung seiner Reformvorschläge verlief nicht so, wie er es sich vorgestellt hatte.
Jakob folgte 1816 einem Ruf nach Halle auf einen Lehrstuhl für Staatswissenschaften. Er lehrte bis zu seinem Tod auf verschiedenen Gebieten, veröffentlichte zahlreiche Beiträge und wirkte wie schon früher als Prorektor inmitten der studentischen Unruhen positiv für die Universität.
Sein Grab befindet sich auf dem halleschen Stadtgottesacker im Bogen 61.

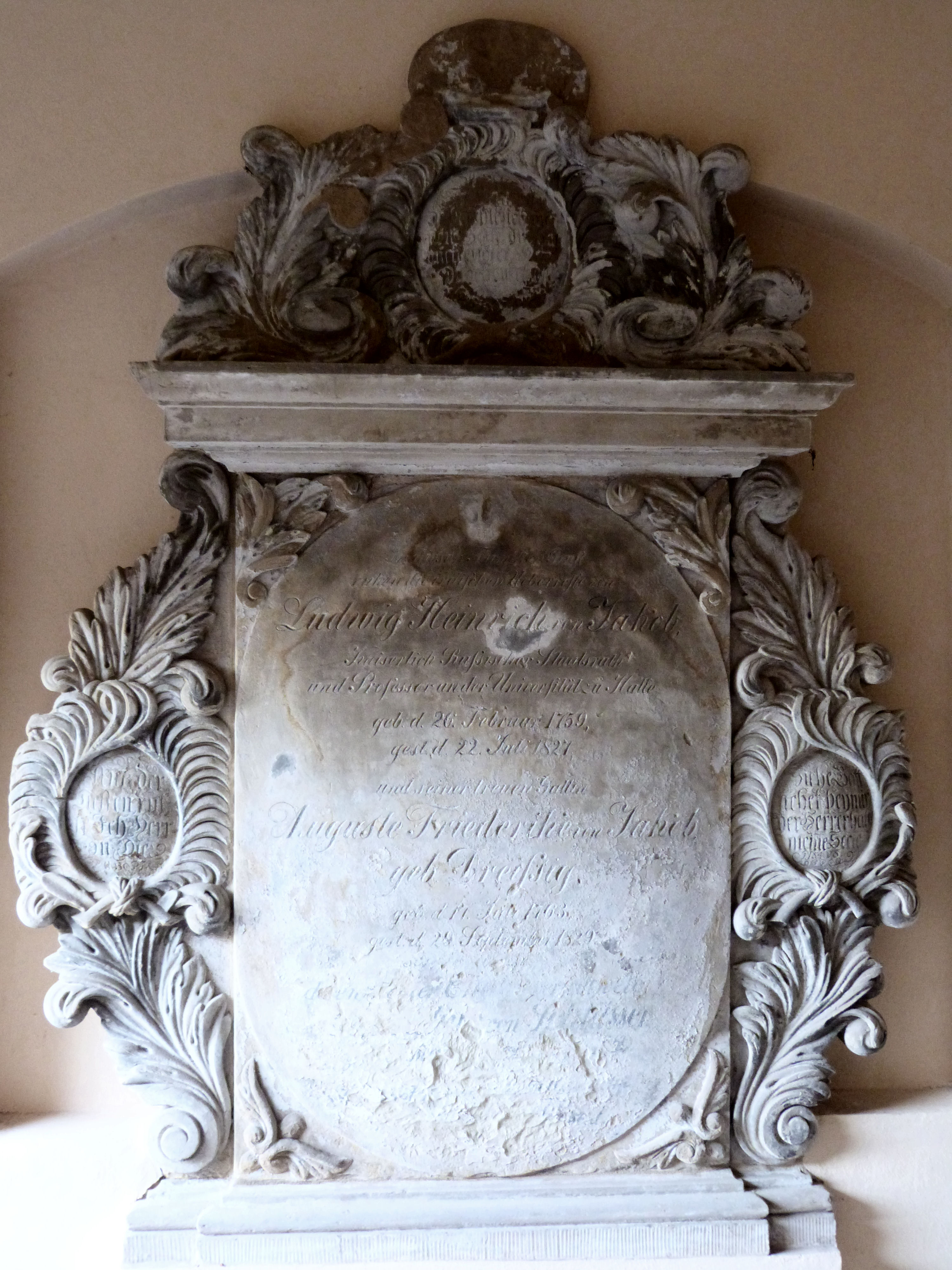
Epitaph für Ludwig Heinrich von Jakob im Grabbogen 61 auf dem halleschen Stadtgottesacker

## Familie
Seine Eltern waren der Kleinbauer Johann Konrad Jacobi (1733–1800) und dessen Ehefrau Charlotte Wilhelmine Jähne († 1764). Er heiratete N. N. Dreyßig aus Halle. Das Paar hatte einen Sohn und drei Töchter, darunter:
- Julie ⚭ Carl Loewe (1796–1869), Komponist
- Therese (1797–1870), Schriftstellerin, Sammlerin und Übersetzerin serbischer Volkslieder ⚭ Edward Robinson (1794–1863), Professor der christlichen Archäologie
- Emilie (1794–1869) ⚭ Adolf Friedrich Emil von Schlüsser (1793–1863), königlich preußischer Generalleutnant

## Werke (Auswahl)
- Denkwürdigkeiten aus meinem Leben. Herausgegeben von Hans-Joachim Kertscher in Zusammenarbeit mit Michael Mehlow. Universitäts-Verlag Halle-Wittenberg, Halle 2011, ISBN 978-3-86977-032-1.
- "Laß dich gelüsten nach der Männer Bildung, Weisheit und Ehre" Zusammen mit seiner Tochter Therese Albertine Luise. Veröffentlicht von Gisela Licht: Courage. Halle 1999, 1. Aufl.
- [anonym] Prolegomena zur praktischen Philosophie. Halle 1787. Digitalisat.
- Grundriß der allgemeinen Logik und kritische Anfangsgründe der allgemeinen Metaphysik. Komm. Francke und Bispink, Halle 1788. Digitalisat.
  - Zweite gänzlich umgearbeitet Aufl. Hemmerde und Schwetschke 1791. Digitalisat; Dritte umgearbeitete Aufl. 1793. Digitalisat.
- David Hume über die menschliche Natur, aus dem Englischen, nebst kritischen Versuchen zur Beurtheilung dieses Werks. 3 Bände. Hemmerde und Schwetschke, Halle 1790 bis 1792. Digitalisate.
- Grundriß der Erfahrungs-Seelenlehre. Hemmerde und Schwetschke, Halle 1791. Digitalisat.
  - Zweyte ganz umgearbeitete Aufl. 1795. Digitalisat; Dritte verbesserte Aufl. 1800. Digitalisat; Vierte verbesserte Aufl. 1810. Digitalisat.
- Philosophische Sittenlehre. Hemmerde und Schwetschke, Halle 1794. Digitalisat.
- Die Allgemeine Religion. Ein Buch für gebildete Leser. Komm. Hemmerde und Schwetschke, 1797. Digitalisat.
- Der Papier-Credit von Großbritannien. Nach seiner Natur und seinen Wirkungen untersucht von Heinrich Thornton. Aus dem Englischen übersetzt und mit Anmerkungen und Zusätzen versehen. Ruffsche Verlagshandlung, Halle 1803. Digitalisat.
- [Hrsg. zusammen mit Leopold Krug:] Annalen der Preußischen Staatswirthschaft und Statistik. 2 Bände. Ruffsche Verlagshandlung, Halle und Leipzig 1804 und 1805. (unvollst.) Digitalisate.
- Grundsätze der National-Oekonomie oder National-Wirthschaftslehre. Selbstverlag und in Komm. Ruffsche Verlagshandlung, Halle 1805. Digitalisat
  - Grundsätze der National-Oekonomie oder Theorie des National-Reichthums. Dritte sehr vermehrte und verbesserte Ausgabe. Komm. Friedrich Ruff, Halle 1825. Erste Abtheilung; Zweite Abtheilung.
- Grundsätze der Policeygesetzgebung und der Policeyanstalten. Charkow und Ruffsche Verlagshandlung, Halle und Leipzig 1809. 2 Bände. Digitalisate.
- Ueber die Arbeit leibeigner und freyer Bauern in Beziehung auf den Nutzen der Landeigenthümer, vorzüglich in Rußland. Akademie der Wissenschaften, St. Petersburg [1814]. Digitalisat.
- Ueber Rußlands Papiergeld und die Mittel dasselbe bey einem unveränderlichen Werthe zu erhalten. Hemmerde und Schwetschke, Halle 1817. Digitalisat.

### Fehlzuschreibung
Diese anonymen Schriften werden in der DNB Jakob zugeschrieben:
- Ideen über das politische Gleichgewicht von Europa, mit besonderer Rücksicht auf die jetzigen Zeitverhältnisse. Baumgärtnersche Buchhandlung, Leipzig 1814. Digitalisat.
- Ueber teutsche Freiheit und Vertretung teutscher Völker durch Landstände. Deutschlands gerechten Fürsten gewidmet. Baumgärtnersche Buchhandlung, Leipzig 1814. Digitalisat.